# Parapontoparta
Parapontoparta is een geslacht van kreeftachtigen uit de klasse van de Ostracoda (mosselkreeftjes).

## Soorten
- Parapontoparta arcuata Hartmann, 1955
- Parapontoparta mesembria Wouters, 1999
- Parapontoparta polygona Wouters, 1999
- Parapontoparta spicacarens Maddocks & Steineck, 1987
- Parapontoparta subcaerulea Keyser, 1975